# Masaki Kaneura
Masaki Kaneura (japanisch 金浦 真樹 Kaneura Masaki; * 10. Dezember 1999 in der Präfektur Osaka) ist ein japanischer Fußballspieler.

## Karriere
Masaki Kaneura erlernte das Fußballspielen in den Jugendmannschaften des Tamagawa Gakuen FC und dem Senrioka FC, in der Schulmannschaft Kaishi Gakuen Japan Soccer College High School sowie in der Universitätsmannschaft der Risshō-Universität. Seinen ersten Vertrag unterschrieb er am 1. Februar 2022 beim Fujieda MYFC. Der Verein aus Fujieda, einer Stadt in der Präfektur Shizuoka, spielte in der dritten japanischen Liga. Sein Drittligadebüt gab Masaki Kaneura am 17. April 2022 (6. Spieltag) im Heimspiel gegen Kataller Toyama. Bei der 0:2-Heimniederlage wurde er in der 79. Minute für Jun Suzuki eingewechselt. In seiner ersten Saison stand er viermal für Fujieda auf dem Spielfeld. Am Ende der Saison feierte er mit dem Verein die Vizemeisterschaft und den Aufstieg in die zweite Liga.

## Erfolge
Fujieda MYFC
- Japanischer Drittligavizemeister: 2022  ▲